# Nitrosopumilaceae
Famille
Les Nitrosopumilaceae sont une famille d'Archaea de l'ordre des Nitrosopumilales.

## Liste des genres
Selon LPSN (20 mai 2025) :
- Nitrosarchaeum Jung et al. 2018
- Nitrosopumilus Qin et al. 2017

## Systématique
Le nom correct complet (avec auteur) de ce taxon est Nitrosopumilaceae Qin et al. 2017.
Le genre type est Nitrosopumilus Qin et al. 2017.
Nitrosopumilaceae a pour synonymes :
- Candidatus Cenarchaeaceae DeLong & Preston 1996
- Candidatus Nitrosopumilaceae Könneke et al. 2005

## Étymologie
De Nitrosopumilus, genre type de la famille.

## Publication originale
- Wei Qin, Katherine R. Heal, Rasika Ramdasi, Julia N. Kobelt, Willm Martens-Habbena, Anthony D. Bertagnolli, Shady A. Amin, Christopher B. Walker, Hidetoshi Urakawa, Martin Könneke, Allan H. Devol, James W. Moffett, E. Virginia Armbrust, Grant J. Jensen et Anitra E. Ingalls, « Nitrosopumilus maritimus gen. nov., sp. nov., Nitrosopumilus cobalaminigenes sp. nov., Nitrosopumilus oxyclinae sp. nov., and Nitrosopumilus ureiphilus sp. nov., four marine ammonia-oxidizing archaea of the phylum Thaumarchaeota », International Journal of Systematic and Evolutionary Microbiology, vol. 67, no 12,‎ 2017, p. 5067–5079 (ISSN 1466-5034, DOI 10.1099/ijsem.0.002416, lire en ligne, consulté le 20 mai 2025)